# ميثيل الكوبالامين
ميثيل الكوبالامين (بالإنجليزية: Methylcobalamin)‏ هو كوبالامين، وهو شكل من أشكال فيتامين بي12. إنه يختلف عن سيانوكوبالامين في أنه يتم استبدال مجموعة سيانو في الكوبالت بمجموعة ميثيل. يتميز ميثيل كوبالامين بمركز الكوبالت الثماني السطوح (III) ويمكن الحصول عليه كبلورات حمراء زاهية. من منظور كيمياء التنسيق، يعتبر ميثيل كوبالامين مثالا نادرا لمركب يحتوي على روابط فلزية - ألكيل. تم اقتراح مركبات وسيطة من النيكل - ميثيل للخطوة النهائية لتكوين الميثان.
يعادل ميثيل كوبالامين من الناحية الفسيولوجية فيتامين بي12، ويمكن استخدامه لمنع أو علاج الأمراض الناشئة عن عدم كفاية فيتامين بي12 (نقص فيتامين بي12). يستخدم ميثيل كوبالامين أيضا في علاج الاعتلال العصبي المحيطي، الاعتلال العصبي السكري، وكعلاج أولي للتصلب الجانبي الضموري.
لا يستخدم ميثيل كوبالامين الذي يتم تناوله مباشرة كعامل مساعد، ولكن يتم تحويله لأول مرة بواسطة MMACHC إلى cob(II)alamin. ثم يتم تحويل Cob(II)alamin لاحقا إلى الشكلين الآخرين، الأدينوسيل كوبالامين وميثيل كوبالامين لاستخدامها كعوامل مساعدة. أي أن ميثيل كوبالامين يتم التعامل معه أولا ثم تجديده.
وفقا لأحد المؤلفين، من المهم علاج نقص فيتامين بي12 بالهيدروكسوكوبالامين أو سيانوكوبالامين أو مزيج من الأدينوسيل كوبالامين وميثيل كوبالامين، وليس ميثيل كوبالامين وحده.